# Copp’s Hill Burying Ground
Der Copp's Hill Burying Ground ist ein historischer Friedhof in Boston im Bundesstaat Massachusetts der Vereinigten Staaten. Sein ursprünglicher Name lautete North Burying Ground.

## Geschichte

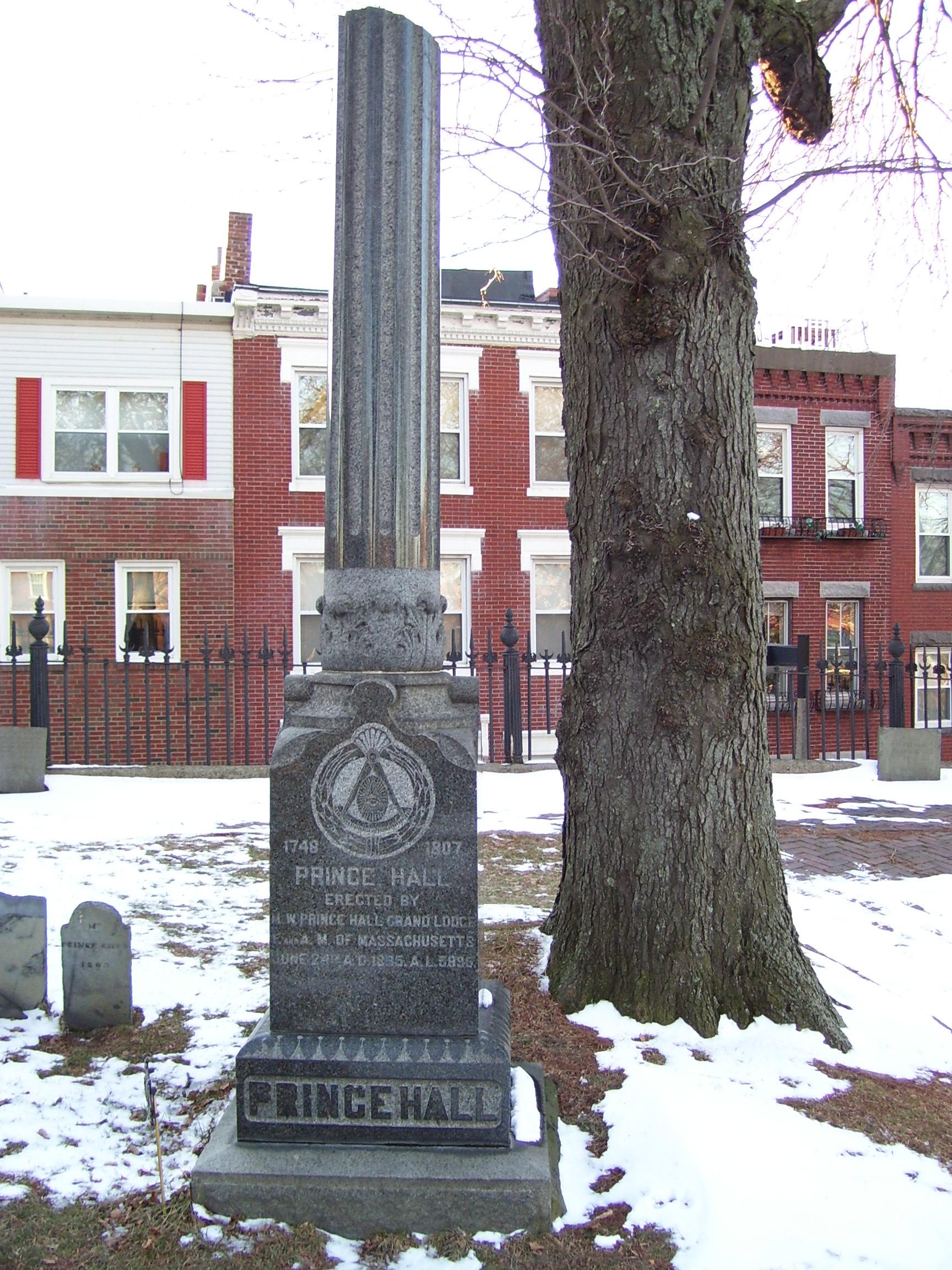
Das Grab von Prince Hall auf dem Copp's Hill Cemetery

Der Friedhof wurde am 20. Februar 1659 als zweiter Friedhof der Stadt Boston nach dem King’s Chapel Burying Ground gegründet. Die Stadt kaufte das entsprechende Grundstück auf dem Copp's Hill von John Baker und Daniel Turell, um den damaligen North Burying Ground eröffnen zu können. Der heutige Copp's Hill Burying Ground, der häufig auch als Copp's Hill Burial Ground bezeichnet wird, beinhaltet Gräber vieler bekannter Bostoner Bürger aus der Kolonialzeit.
Die erste Erweiterung des Geländes erfolgte am 7. Januar 1708, indem die Stadt weiteres Land von Samuel Sewall und seiner Ehefrau Hannah kaufte. Das Grundstück war Teil einer größeren Weide, die Mrs. Sewall von ihrem Vater John Hull geerbt hatte, der Meister in der Münzprägeanstalt gewesen war.
Benjamin Weld und seine Frau verkauften der Stadt die zweite Erweiterung am 18. Dezember 1809 für einen Preis von 10.000 US-Dollar, kurz nachdem sie es von Jonathan Merry gekauft hatten, der das Land als Weide genutzt hatte. Zehn Jahre später kaufte Charles Wells, später Bürgermeister von Boston, eine kleine Parzelle Land von John Bishop aus Medford und benutzte diese als Friedhof. Dieser wurde später mit dem angrenzenden North Burying Ground vereinigt. Aufgrund dieser komplizierten Vergangenheit ist es nicht mehr möglich, die ursprünglichen Grenzen des Friedhofs korrekt zu bestimmen.
Auf der Seite der Snow Hill Street gibt es viele unmarkierte Gräber von Afroamerikanern, die in der Neu Guinea-Gemeinschaft am Fuß des Hügels lebten. Neben diesen gibt es 272 weitere Gräber, von denen die meisten Inschriften bis heute noch lesbar sind.
Ab etwa 1840 wurde der Friedhof nur noch wenig genutzt, aber die Stadt unterhielt das Gelände weiterhin, wenngleich mit Unterbrechungen. Um 1878 jedoch war das Gelände so gut wie vergessen. Heute ist der Friedhof Bestandteil des Freedom Trail und wird von vielen Touristen und Fotografen besucht. Der Copp's Hill Burying Ground ist seit 1974 in das National Register of Historic Places eingetragen.

## Grabstätten bekannter Persönlichkeiten
- Die Mather-Familie (Gemeinschaftsgrab):
  - Increase Mather – Puritanischer Pfarrer[1]
  - Cotton Mather – Puritanischer Pfarrer[2]
  - Salem Mother[2]
- Robert Newman – Patriot, der die Signal-Laternen auf dem Turm der Old North Church für den Mitternachtsritt von Paul Revere nach Lexington und Concord anzündete[2]
- Prince Hall – Vater der Schwarzen Freimaurerei[2]
- George Worthylake – Erster Wärter des Boston Light[2]
- Edmund Hartt – Schiffbauer der Constitution, dem ältesten noch fahrenden Kriegsschiff der Welt[4]